# Балка Калинівська
Балка Калинівська (рос. Б. Калиновская) — балка (річка) в Україні у Слов'яносербському районі Луганської області. Права притока річки Лугані (басейн Азовського моря).

## Опис
Довжина балки приблизно 8,90 км, найкоротша відстань між витоком і гирлом — 8,16 км, коефіцієнт звивистості річки — 1,09. Формується декількома балками та загатами.

## Розташування
Бере початок на східній околиці міста Голубівка. Тече переважно на північний схід через село Бердянку і на південно-східній околиці села Сентянівка впадає в річку Лугань, праву притоку річки Сіверського Дінця.
Населені пункти вздовж берегової смуги: Тавричанське, Весняне.

## Цікаві факти
- На лівому березі балки пролягає автошлях Т 1317[2] (автомобільний шлях територіального значення в Луганській області. Проходить територією Стахановської, Кіровської міської рад та Слов'яносербського району через Кадіївку — Голубівку — Сентянівку. Загальна довжина — 14 км).